# Richard Johansson
Richard Johansson (Gävle, 18 de juny de 1882 – Gävle, 24 de juliol de 1952) va ser un patinador artístic sobre gel suec que va competir a començaments del segle xx.
El 1908 va prendre part en els Jocs Olímpics de Londres, on guanyà la medalla de plata en la prova individual del programa de patinatge artístic.
El 1909, junt a Gertrud Ström, guanyà la medalla de bronze en la competició de parelles del Campionat del Món.

## Resultats

### Individual masculí
| Competició          | 1904 | 1905 | 1906 | 1907 | 1908 | 1909 | 1910 | 1911 | 1912 | 1913 | 1914 |
| ------------------- | ---- | ---- | ---- | ---- | ---- | ---- | ---- | ---- | ---- | ---- | ---- |
| Jocs Olímpics       |      |      |      |      | 2n   |      |      |      |      |      |      |
| Campionat del món   |      | 4t   |      |      |      | 4t   |      | 5è   |      |      | 9è   |
| Campionat d'Europa  |      |      |      |      |      |      |      |      |      | 5è   |      |
| Campionat de Suècia | 1r   |      | 3r   | 2n   | 1r   | 1r   | 1r   |      |      |      |      |

### Parelles
| Competició        | 1909                   |
| ----------------- | ---------------------- |
| Campionat del món | 3r (amb Gertrud Ström) |